# أسطول القيادة والتحكم 127
كان أسطول القيادة والتحكم 127 وحدة من جناح الاستخبارات 184 الحرس الوطني الجوي كانساس الموجود في قاعدة القوات البحرية ماكونيل في ويتشيتا في كانساس. كان رقم 127 أسطولًا غير جوي الذي يقوم بتشغيل نظام الأرض المشتركة الموزع. أُلغي تفعيل الوحدة في 29 سبتمبر 2014.
يعتبر الأسطول منظمة فرعية من أسطول المراقبة 127 التابع للحرس الوطني كنساس، الذي تأسس في 30 يوليو 1940. إنه واحد من أساطيل المراقبة التابعة للحرس الوطني الأصلية التسع وعشرين التابعة للحرس الوطني لجيش الولايات المتحدة المكون قبل الحرب العالمية الثانية.

## نظرة عامة
كانت مهمة الأسطول الـ 127 أن يقدم دعمًا تواصليًا للحكومة الأمريكية على كافة المستويات بما فيها قسم دفاع الولايات المتحدة وقسم الأمن الوطني والوكالة الفيدرالية لإدارة الطوارئ والولاية والوكالات المحلية. تعتبر هذه الوكالات مجتمعات زائدة عن الحاجة أثناء وقت السلم والكوارث الطبيعية والطوارئ القومية. المعدات المستخدمة لدعم المهمة مرنة وبديعة، مما يمكن الأسطول 127 أن يقدم الخدمات في عدة مواقف متنوعة.

## التاريخ
تأسس بواسطة مكتب الحرس الوطني في 30 يوليو 1940 كأسطول المراقبة الـ 127 ودخل حيز العمل في أغسطس 1941. في البداية كان لدى الأسطول 115 رجلًا في صفوفه. لكنه مع ذلك كان يحتاج إلى مزيد من الضباط، إذ أنه امتلك تسعة ضباط، لكنه كان مخولًا بواحد وثلاثين في المجمل. بعد نقله إلى حقل سيرمان في فورت ليفنوورث، بحلول نوفمبر 1941 كان لدى الأسطول ب إي-1 وأُوه-47إيه واحد وأوه 38 إيه واحد وعدة إل 1. كانت كل الطائرات طائرات مراقبة/ اتصال ذات محرك واحد.

## الحرب العالمية الثانية
طلب الأسطول 127 للخدمة الفيدرالية في 6 أكتوبر 1941، وأصبح وحدة تدريب لطياري المراقبة والاتصال. وفقًا للخطط الأصلية، كان لزاما أن يكون الأسطول موجودًا في مجال طيران جيش براونوود في تيكساس حتى انتهت حالة الطوارئ وتسنى له أن يعود إلى مقره الأصلي في ويتشيتا. غير الهجوم الياباني على ميناء بيرل في 7 ديسمبر 1941 كل الخطط لوحدات الجيش الأمريكي. انطلق عدد من رجال الأسطول 127من القاعدة يوم الأحد ذاك (7 ديسمبر) وباتوا يجدون الأمر مستحيلًا للعودة إلى القاعدة. ونُقل إلى قاعدة الجيش الجوية التولاهومية في تولاهوما في تينيس.
كانت القاعدة الجوية لجيش تولاهاما تقع بالقرب من مخيم فورست في تينيس، حيث يقع مركز مشاة رئيسي. مدربة على المهام بالتعاون مع قسمي المشاة الثالث والثلاثين والثمانين اللذان كانا يقعان في الجوار. في نفس الوقت الذي وضع فيه أسطول المراقبة 124 من الحرس الوطني التابع لولاية إيوا في تالهوما. بدءًا من عام 1942، كُلف الأسطول بالذهاب إلى جماعة المراقبة الخامسة والسبعين (مقره في برمنغام في ألاباما) لمقراته العليا. رحل الأسطول عن تولاهوما في 5 سبتمبر 1942 إلى المجال الجوي لجيش باركسدال، شريفيبورت في لويزيانا كي يشارك في أكبر ألعاب حرب نظمت بواسطة جيش الولايات المتحدة على الإطلاق. أثناء مناورات لويزيانا، عمل الأسطول ال 127 بأقصى تعاون مع مقرهم الأعلى، مجموعة المراقبة الـ 75.